# Ruin My Life
Ruin My Life är en låt av svenska sångerskan Zara Larsson. Den släpptes den 18 oktober 2018 av TEN Music Group som den ledande singeln från hennes tredje studioalbum Poster Girl. Singeln toppade som plats 2 i Sverige, plats 5 i Irland och plats 9 i Storbritannien och Israel.